# Sistema interscambio anagrafe tributarie enti locali
In Italia, il Sistema interscambio anagrafe tributarie enti locali (in acronimo SIATEL) è un sistema di collegamento telematico, voluto dal Ministero dell'Economia e delle Finanze, che consente lo scambio attivo di informazioni anagrafiche e tributarie fra la pubblica amministrazione italiana centrale e locale.
Comuni, province, regioni, consorzi di bonifica e comunità montane possono così consultare i dati posseduti dalla banca dati dell'amministrazione finanziaria.
Gli enti locali cooperano allo scambio aggiornando i dati anagrafici della popolazione residente nel proprio comune, comunicando nascite, decessi, cambi di residenza con un'operazione che si chiama allineamento con l'anagrafe tributaria. Gli enti accedono nell'ambito dell'espletamento delle proprie funzioni ai sensi del D. Lgs. n. 196/2003 e successive modificazioni e integrazioni.